# Georges Lech
Georges Lech (ur. 2 czerwca 1945 w Billy-Montigny we Francji) – francuski piłkarz polskiego pochodzenia, zawodnik reprezentacji Francji w latach 60. XX wieku.